# Streptomicinska 6-fosfataza
Streptomicinska 6-fosfataza (EC 3.1.3.39, streptomicin 6-fosfatna fosfataza, streptomicin 6-fosfatna fosfohidrolaza, streptomicin-6-P fosfohidrolaza) je enzim sa sistematskim imenom streptomicin-6-fosfat fosfohidrolaza. Ovaj enzim katalizuje sledeću hemijsku reakciju
streptomicin 6-fosfat + H2O {\displaystyle \rightleftharpoons } streptomicin + fosfat
Ovaj enzim takođe deluje na dihidrostreptomicin 3'alfa,6-bisfosfat i streptidin 6-fosfat.

## Literatura
- Nicholas C. Price; Lewis Stevens (1999). Fundamentals of Enzymology: The Cell and Molecular Biology of Catalytic Proteins (Third изд.). USA: Oxford University Press. ISBN 019850229X.
- Eric J. Toone (2006). Advances in Enzymology and Related Areas of Molecular Biology, Protein Evolution (Volume 75 изд.). Wiley-Interscience. ISBN 0471205036.
- Branden C; Tooze J. Introduction to Protein Structure. New York, NY: Garland Publishing. ISBN 0-8153-2305-0.
- Irwin H. Segel. Enzyme Kinetics: Behavior and Analysis of Rapid Equilibrium and Steady-State Enzyme Systems (Book 44 изд.). Wiley Classics Library. ISBN 0471303097.

## Spoljašnje veze
- Streptomycin-6-phosphatase на 